# Klarinetconcert (Karlsson)
Lars Karlsson (1953) voltooide zijn Klarinetconcert in 2015.
De opzet tot het componeren van het werk vond plaats tijdens een gesprek tussen de componist en klarinettist Christoffer Sundqvist. Karlsson zelf geboren op de Ålandeilanden had het idee om de solist als een soort sjamaan de leiding te geven in de concert. Dat idee werd losgelaten en er kwam een traditioneler concerto. Sundqvist was al bekend van modern klassiek repertoire in werken van Magnus Lindberg, Erkki-Sven Tüür en Aulis Sallinen. Karlssons werk kent de klassieke driedelige opzet, na een langzame introductie volgt de variant snel-langzaam-snel:
1. Lento-Allegro
2. Andante
3. Presto

Het veelvuldig gebruik van kwarten en kwinten wijst op de oudere klassieke muziek, Karlsson probeerde het in een moderne setting te plaatsen. Het werk past gezien de opzet binnen de karakterisering van de componist door zijn uitgeverij Fennica Gehrman: "romantisch modernist".
Karlsson droeg het werk op aan de beoogd solist. Die gaf de première van dit werk op 28 september 2016 in Rovaniemi, begeleiding werd verzorgd door het Lapland Kamer Orkest onder leiding van John Storgårds. In diezelfde periode nam de combinatie het werk op voor Bis Records.
De samenstelling van het ensemble:
- 1 soloklarinet
- 1 dwarsfluit, 1 hobo, 1 klarinet, 1 fagot
- 1 hoorn. 2 trompetten, 1 trombone, 1 tuba
- pauken, 2 man/vrouw percussie
- violen, altviolen, celli contrabassen